# Šeherdžik
Šeherdžik är en ort i Bosnien och Hercegovina.   Den ligger i entiteten Federationen Bosnien och Hercegovina, i den centrala delen av landet, 80 km nordväst om huvudstaden Sarajevo. Šeherdžik ligger 644 meter över havet och antalet invånare är 272.
Terrängen runt Šeherdžik är huvudsakligen kuperad. Šeherdžik ligger nere i en dal. Runt Šeherdžik är det ganska tätbefolkat, med 93 invånare per kvadratkilometer.. Närmaste större samhälle är Bugojno, 17,0 km söder om Šeherdžik. 
I omgivningarna runt Šeherdžik växer i huvudsak lövfällande lövskog.